# دولت نخست امیرعباس هویدا
دولت نخست امیرعباس هویدا یکی از دولت‌های دوران پادشاهی مشروطه در دورهٔ پهلوی است که از بهمن ۱۳۴۳ تا مهر ۱۳۴۶ فعالیت کرد. رئیس این دولت، امیرعباس هویدا بود.
پس از ترور حسنعلی منصور، شاه در تاریخ ۶ بهمن ۱۳۴۳ امیرعباس هویدا را به‌عنوان نخست‌وزیر منصوب کرد. هویدا هیئت دولت خود را ۷ بهمن به حضور شاه و ۱۱ بهمن به مجلس شورای ملی معرفی کرد.
مجلس شورای ملی در ۱۱ بهمن با ۱۵۶ رأی به دولت وی رأی اعتماد داد.
با شروع به کار مجلس بیست و دوم، مطابق سنت پارلمانی دولت هویدا روز ۲۴ مهر ۱۳۴۶ مستعفی شد.

## یادداشت
1. ↑  هنگام انتصاب به وزارت، در خارج از کشور بود و فرهنگ مهر معاون‌کل وزارت‌خانه اداره امور را تا بازگشت وی برعهده داشت.
2. ↑  در خرداد ۱۳۴۵، شورای‌عالی اداری کشور به سازمان امور اداری و استخدامی کشور تبدیل شد.
3. ↑  مستقر در سازمان برنامه